# Nampu (Gemarang)
Nampu is een bestuurslaag in het regentschap Madiun van de provincie Oost-Java, Indonesië. Nampu telt 3256 inwoners (volkstelling 2010).